# Devilman
Devilman (jap. デビルマン, Debiruman) ist eine Manga-Serie, die von Gō Nagai geschrieben und gezeichnet wurde und 1972 bis 1973 in Japan erschien. Die Action- und Horrorserie wurde noch im gleichen Jahr als Anime für das japanische Fernsehen umgesetzt, später folgten weitere Animes und 2004 die Realverfilmung Devilman. Außerdem erschienen weitere Mangaserien und Romane sowie Übersetzungen in mehrere Sprachen.

## Handlung

### Manga
Akira Fudos Leben wird von Ryo Asuka auf den Kopf gestellt: Sein Freund offenbart ihm die Existenz von Dämonen. Diese monströse Wesen haben früher die Erde regiert, sind aber in der Eiszeit eingefroren worden. Sie kehren nun zurück und bedrohen, die Menschheit wieder zu unterjochen. Die einzige Möglichkeit, sie zu besiegen, besteht darin, die Kontrolle über die Kräfte der Dämonen selbst zu übernehmen, um sie zu gleichen Bedingungen zu bekämpfen. Ryo verwickelt seinen Freund dann in ein schreckliches Ritual, bei dem Akira mit Amon, dem mächtigsten und schrecklichsten der Dämonen, verschmilzt und sich in eine Kreatur verwandelt: den Devilman. Nur der reine Geist des Jungen und seine große Liebe zur schönen Miki ermöglichen es ihm, Amon zu kontrollieren und seine Kräfte einzusetzen, um die Menschheit zu verteidigen.

### Anime
Der junge Dämon Devilman wird auf die Erde geschickt, um die Menschheit zu verärgern und das Königreich der Dunkelheit triumphieren zu lassen. Um seinen Zweck zu erfüllen, nimmt Devilman den Körper eines Jungen in Besitz: Akira Fudo. Der wurde, zusammen mit seinem Vater, von ihm selbst getötet. Zu Hause in der Gestalt von Akira wird Devilman von den Makimuras, Freunden von Akiras Eltern, adoptiert und verliebt sich in ihre Tochter Miki Makimura. Die Liebe zu einem menschlichen Mädchen stellt ein Unrecht dar. Das Königreich der Dämonen, angeführt vom Großen Zennon, der Devilman auf die Erde geschickt hatte, kann das nicht tolerieren und es beginnt ein schrecklicher Krieg zwischen Devilman und seinen ehemaligen Verbündeten.

## Veröffentlichung und weitere Print-Adaptionen
Die Idee zur Geschichte entstammte Nagais früherem Manga Maō Dante von 1971. Devilman erschien von Juni 1972 bis Juni 1973 im Shōnen Magazine bei Kodansha. Der Verlag brachte die Kapitel auch gesammelt in fünf Bänden heraus.
Eine deutsche Übersetzung von Jan-Christoph Müller erscheint seit Juni 2024 bei Egmont Manga in bisher drei Bänden (Stand: Oktober 2024). Eine englische Übersetzung erschien zunächst bei Kodansha, dann bei Seven Seas Entertainment, eine französische bei Dybex und eine portugiesische bei NewPOP in Brasilien. Mehrere Verlage brachten außerdem spanische und italienische Fassungen heraus. Die erste englische Ausgabe bei Kodansha enthielt später gezeichnetes Zusatzmaterial, das von Ryos und Akiras Reisen in die Vergangenheit zu Adolf Hitler und General Custer erzählt.
Dem Manga folgten mehrere Ableger und Fortsetzungen, die alle ebenfalls von Go Nagai geschrieben wurden:
- Violence Jack, 1973–1974 im Shōnen Magazine
- Shin Devilman, 1979–1981 im Shōnen Magazine Special
- Devilman Lady, 1997–2000 im Morning
  - dazu 2013 eine Kurzgeschichte als Crossover mit Cutie Honey als Cutie Honey Tai Devilman Lady im Champion Red Ichigo
- Amon – Devilman Mokushiroku: The Darkside of The Devilman, 1999–2004 im Magazine Z
  - dazu 2005 der Ableger Devilman Mokushiroku: Strange Days im Magazine Z
- Demon Knight, 2007–2009 im Mandala
- Devilman tai Getter Robo, 2010 im Champion Red
- Silene-chan, 2012–2013 im Comic Heaven
- Devilman Grimoire, 2012–2014 im Champion Red
- Devilman Tai Yami no Teiō, 2012–2014 im Young Magazine
- Devilman Saga, 2014–2020 im Big Comic

Darüber hinaus erschienen mehrere Romane und Romanserien, geschrieben von Yasutaka Nagai:
- Shin Devilman, 1981–1982, 4 Bände
- Devilman: The Birth, 1987, 1 Band
- Devilman: The Novel, 1999, 4 Bände

## Anime-Adaptionen
Parallel zur Entstehung des Mangas arbeitete Nagais Produktionsstudio Dynamic Planning an der Weiterentwicklung des Stoffs für eine Fernsehserie. Deren Handlung sollte zwar den gleichen Ausgangspunkte nehmen, sich in der weiteren Entwicklung aber deutlich unterscheiden, einfacher gehalten und reduzierter in Bezug auf die Gewaltdarstellungen. Die Anime-Fernsehserie wurde von Dynamic Planning in Zusammenarbeit mit Toei Animation animiert, Regie führten Masayuki Akehi und Tomoharu Katsumata. Das Charakterdesign entwarf Kazuo Komatsubara und als Produzenten waren Ken Ariga und Yoshifumi Hatano zuständig.
Die 39 Folgen umfassende Serie lief vom 8. Juli 1972 bis zum 7. April 1973 auf NET (jetzt TV Asahi). Der Sender wollte zunächst eine Adaption von Nagais früherem Manga Demon Lord Dante beauftragen, nahm dann aber stattdessen das Angebot an, die Adaption der neuen Mangaserie ins Programm zu nehmen. Außerhalb Japans wurde die Fernsehserie ab 1983 von diversen Sendern in Italien ausgestrahlt. Ein DVD-Box-Set der Serie wurde am 21. September 2002 in Japan veröffentlicht.

### Synchronisation
| Rolle                   | japanischer Sprecher (Seiyū) |
| ----------------------- | ---------------------------- |
| Akira Fudo / Devilman   | Ryōichi Tanaka               |
| Miki Makimura           | Sumie Sakai                  |
| Kosaku Makimura         | Tamei Suzuki                 |
| Alphonse                | Ichirō Nagai                 |
| Pochi                   | Joji Yanami                  |
| Himura                  | Makio Inoue                  |
| Gott                    | Keiichi Noda                 |
| Faim                    | Eiko Masuyama                |
| Gelge                   | Kosei Tomita                 |
| Henge                   | Junpei Takiguchi             |
| Sirene                  | Haruko Kitahama              |
| Zannin der Dämongeneral | Hiroshi Masouka              |
| Kensaku Makimura        | Keiko Yamamoto               |
| Zennon                  | Hidekatsu Shibata            |
| Muzan                   | Kōji Yada                    |
| Psycho Jenny            | Reiko Mutō                   |

### Musik
Die Musik der Serie komponierte Goh Misawa. Das Vorspannlied ist Devilman no Uta (デビルマンの歌) und der Abspann wurde unterlegt mit Kyō mo Dokoka de Devilman (今日も何処かでデビルマン), beide Lieder sind von Keizo Toda.

## Episodenliste
| Nr. (ges.) | Nr. (St.) | Deutscher Titel | Originaltitel                                                     | Erstausstrahlung Japan | Deutschsprachige Erstveröffentlichung (D/A/CH) |
| ---------- | --------- | --------------- | ----------------------------------------------------------------- | ---------------------- | ---------------------------------------------- |
| 1          | 1         | —               | 悪魔族復活 (Akuma Zoku Fukkatsu)                                  | 8. Juli 1972           | —                                              |
| 2          | 2         | —               | 妖獣シレーヌ (Yōjū Shirēnu)                                       | 15. Juli 1972          | —                                              |
| 3          | 3         | —               | 妖獣ゲルゲ (Yōjū Geruge)                                          | 29. Juli 1972          | —                                              |
| 4          | 4         | —               | 魔将軍ザンニン (Mashōgun Zannin)                                  | 5. Aug. 1972           | —                                              |
| 5          | 5         | —               | 眠れる美女ゾルドバ (Nemureru Bijo Zorudoba)                       | 12. Aug. 1972          | —                                              |
| 6          | 6         | —               | ロクフェルの首 (Rokuferu no Kubi)                                 | 19. Aug. 1972          | —                                              |
| 7          | 7         | —               | 恐怖の人形使いズール (Kyōfu no Ningyō Dukai Zūru)                 | 26. Aug. 1972          | —                                              |
| 8          | 8         | —               | イヤモンとバウウ (Iyamon to Baū)                                  | 2. Sep. 1972           | —                                              |
| 9          | 9         | —               | 脳波妖獣ゴンドローマ (Nōha Yōjū Gondorōma)                        | 9. Sep. 1972           | —                                              |
| 10         | 10        | —               | 妖獣ガンデエ眼が歩く (Yōjū Gandē, Me Ga Aruku)                    | 16. Sep. 1972          | —                                              |
| 11         | 11        | —               | 真紅の妖花ラフレール (Shinku no Yōka, Rafurēru)                   | 23. Sep. 1972          | —                                              |
| 12         | 12        | —               | 火炎妖獣ファイアム (Kaen Yōjū Faiamu)                             | 30. Sep. 1972          | —                                              |
| 13         | 13        | —               | 誇り高きマーメイム (Hokori Takaki Māmeimu)                        | 7. Okt. 1972           | —                                              |
| 14         | 14        | —               | 氷の国への挑戦 (Kōri no Kuni e no Chōsen)                         | 14. Okt. 1972          | —                                              |
| 15         | 15        | —               | 妖獣エバイン千本の腕 (Yōjū Ebain, Senbon no Ude)                  | 21. Okt. 1972          | —                                              |
| 16         | 16        | —               | 闇に棲む妖獣ジェニー (Yami Ni Sumu, Yōjū Jienī)                   | 28. Okt. 1972          | —                                              |
| 17         | 17        | —               | 切手妖獣ダゴン (Kitte Yōjū Dagon)                                 | 4. Nov. 1972           | —                                              |
| 18         | 18        | —               | 銀色の魔矢子 (Giniro no Mayako)                                   | 11. Nov. 1972          | —                                              |
| 19         | 19        | —               | 妖獣アダル 人形作戦 (Yōjū Adaru, Ningyō Sakusen)                  | 18. Nov. 1972          | —                                              |
| 20         | 20        | —               | さらば妖獣ドランゴ (Saraba, Yōjū Dorango)                         | 25. Nov. 1972          | —                                              |
| 21         | 21        | —               | 妖獣ドローは人間が好き (Yōjū Dorō wa Ningen ga Suki)              | 2. Dez. 1972           | —                                              |
| 22         | 22        | —               | 妖獣ムガール 幻影の魔術師 (Yōjū Mugāru, Genei no Majutsushi)      | 9. Dez. 1972           | —                                              |
| 23         | 23        | —               | 妖獣ベラ チベットの怪 (Yōjū Bera, Chibetto no kai)                | 16. Dez. 1972          | —                                              |
| 24         | 24        | —               | 妖獣ジャコン 生きている幽霊 (Yōjū Jakon, Iki Teiru Yūrei)         | 23. Dez. 1972          | —                                              |
| 25         | 25        | —               | 妖将軍ムザン 学園大襲撃 (Yōshōgun Muzan, Gakuen Dai Shūgeki)      | 30. Dez. 1972          | —                                              |
| 26         | 26        | —               | 白銀の妖獣ララ (Hakugin no Yōjū, Rara)                            | 6. Jan. 1973           | —                                              |
| 27         | 27        | —               | 妖獣ジュエル 果てなき欲望 (Yōjū Jueru, Hate Naki Yokubō)          | 13. Jan. 1973          | —                                              |
| 28         | 28        | —               | 妖獣ミニヨン 悪魔のペンダント (Yōjū Miniyon, Akuma no Pendanto)   | 20. Jan. 1973          | —                                              |
| 29         | 29        | —               | 妖獣ケネトス 謎のネックレス (Yōjū Kenetosu, Nazo no Nekkuresu)    | 27. Jan. 1973          | —                                              |
| 30         | 30        | —               | 妖獣ファイゼル 影に狂う (Yōjū Faizeru, Kage Ni Kurū)              | 3. Feb. 1973           | —                                              |
| 31         | 31        | —               | 妖獣キルスキイ 真紅の旋風 (Yōjū Kirusukii, Shinku no Senpū)       | 10. Feb. 1973          | —                                              |
| 32         | 32        | —               | 妖獣オーロラ輝く牢獄 - GYAO!ストア (Yōjū Ōrora, Kagayaku Rōugōku) | 17. Feb. 1973          | —                                              |
| 33         | 33        | —               | 妖獣ウエザース 太陽の反乱 (Yōjū Uezāsu, Taiyō no Hanran)          | 24. Feb. 1973          | —                                              |
| 34         | 34        | —               | 妖獣アルロン 恐怖のマキシ (Yōjū Aruron, Kyōfu no Makishi)         | 3. März 1973           | —                                              |
| 35         | 35        | —               | 妖元帥レイコック 凍れる学園 (Yōgensui Reikokku, Kōre Ru Gakuen)   | 10. März 1973          | —                                              |
| 36         | 36        | —               | 妖獣マグドラー 空とぶ溶岩 (Yōjū Magudorā, Sora Tobu Yōgan)        | 17. März 1973          | —                                              |
| 37         | 37        | —               | 妖獣ウッドドウ 怒れる緑 (Yōjū Uddodō, Okoreru Midori)             | 24. März 1973          | —                                              |
| 38         | 38        | —               | 妖獣ドリムーン 月は地獄だ (Yōjū Dorimūn, Tsuki wa Jigoku Da)      | 31. März 1973          | —                                              |
| 39         | 39        | —               | 妖獣ゴッド 神の奇蹟 (Yōjū Goddo, Kami no Kiseki)                  | 7. Apr. 1973           | —                                              |

## Weitere Filme und Serien
Bereits 1973 hatte Devilman einen weiteren Anime-Auftritt. Zusammen mit der ebenfalls von Go Nagai erfundenen Figur Mazinger Z trat er im Kinofilm Mazinger Z tai Devilman auf.
Nachdem bereits 1986 der Ableger Violence Jack als Serie von Original Video Animation adaptiert wurde,  folgte Ende der 1980er Jahre auch eine dreiteilige Original Video Animation zu Devilman: Devilman: Tanjō Hen (デビルマン 誕生編) wurde am 1. November 1987 von King Records veröffentlicht. Es folgte Devilman: Yōchō Shirēnu Hen (デビルマン 妖鳥シレーヌ編), veröffentlicht am 25. Februar 1990 von Bandai Visual. Die beiden je 50 Minuten langen Teile wurden von Oh! Production animiert. Regie führte Umanosuke Iida (unter seinem Geburtsnamen Tsutomu Iida) in enger Zusammenarbeit mit Nagai. Die Handlung der OVAs dreht sich um Akiras Verwandlung in Devilman bis zu seinem Kampf gegen Sirène. Abgesehen von einigen geringfügigen Änderungen sind die OVAs dem ursprünglichen Manga treu. Beide OVAs wurden am 28. März 2003 von Bandai Visual auf Laserdisc und auf einer einzigen DVD veröffentlicht. Die beiden OVAs waren auch der einzige Devilman-Anime, der von Manga Entertainment vor 2014 in den USA veröffentlicht wurde.
Ab den 1990er Jahren erhielten weitere Ableger und Fortsetzungen von Devilman ihre Adaptionen als Anime: 1998/99 Devilman Lady als Fernsehserie und Amon – Devilman Mokushiroku im Jahr 2000 als Original Video Animation. Im Jahr 2015 wurde Cyborg 009 tai Devilman veröffentlicht, ein dreiteiliges Crossover mit Cyborg 009. 2018 kam mit Devilman: Crybaby eine 10-teilige Webserie bei Netflix heraus, die bei Studio Science Saru unter der Regie von Masaaki Yuasa entstand.
Bereits 2004 kam auch ein Realfilm zum Franchise in die Kinos: Devilman entstand unter der Regie von Hiroyuki Nasu und wurde auch in Deutschland veröffentlicht.

## Rezeption
Der Manga wurde bis März 2017 über 50 Millionen Mal verkauft.
Laut Manga – The Complet Guide ist Devilman ein Klassiker des Mangas der 1970er Jahre und eines von Nagais bekanntesten und bedeutendsten Werken. Er biete eine Mischung aus Comedy, Splatter, Superhelden und pathetisch aufbereiteten moralischen Fragen. Das zu Beginn noch einfache Horror-Setting eskaliere zu großformatigen, biblischem Gemetzel. Das alles sei verpackt in Nagais typischen, lockeren und Cartoon-haften Stil. Inhaltlich sei die Serie in ihrer Zeit für die junge Zielgruppe bereits gewagt gewesen und heute wohl so nicht mehr möglich. Die AnimaniA schreibt, der Manga überzeuge noch heute mit seinem „archaisch-kraftvollen Zeichenstil“ und „bis zur Kompromisslosigkeit gesteigerten Dynamik“. Nagai spiele „mit Urängsten, reizt sie bis ans Äußerste aus und kreiert eine in der Geschichte des Mangas legendäre Ästhetik von Gewalt und Erotik“. Entgegen dem Splatter-Image sei die Serie auch von starker Gefühlstiefe beherrscht.
Devilman wurde in Mania Entertainments Liste der 10 bedeutendsten Anime-Helden, die von Thomas Zoth zusammengestellt wurde, auf den fünften Platz gesetzt. Die besondere Stärke ihres Helden und der Serie, so der Anime Guide, liege in der ungewöhnlichen Situation des Dämonen, der die Menschheit verteidigt, und des Menschen Akira, der den Dämonen in sich im Zaum halten muss. Für amerikanische Verhältnisse sei die Serie – eine Mischung aus Monsterkomödien wie der Adams Family und okkulten Thrillern wie Der Exorzist – laut Fred Patten eine Ungeheuerlichkeit gewesen: Schüler und Lehrer werden „bei den Angriffen der Dämonen in Stücke gerissen oder machen sich vor Angst in die Hosen“. Die Anime Encyclopedia schreibt, die stärksten Teile der Serie seien die Rückblicke in die Zeit, als die Dämonen noch über die Erde herrschten. Doch unter ihrer „chaotischen Mischung japanischer und europäischer Mythologie“ breche der Anime zusammen. Während einige Idee in der Geschichte auf christliche Vorstellungen verweisen und auch einige Anspielungen auf Dantes Inferno zu finden seien, verweist Antonia Levi darauf, dass viel mehr im Manga auf shintoistischen Vorstellungen beruht. Beispielsweise sei sich mit dem Bösen zu vereinigen, um es zu bekämpfen, dem Christentum fremd, nicht aber dem Shinto. Auch würde Nagai die Dämonen keineswegs nur böse darstellen: auch sie haben Partnerschaften und können Liebe empfinden. Nagais Darstellung der Hölle wiederum sei keiner Religion, sondern eher darwinistischen Vorstellungen von Auslese entlehnt, in der sich die Dämonen entwickeln, indem sie einander bekämpfen und fressen.